# Loxofidonia subbrunnescens
Loxofidonia subbrunnescens är en fjärilsart som beskrevs av W. Warren 1896. Loxofidonia subbrunnescens ingår i släktet Loxofidonia och familjen mätare. Inga underarter finns listade i Catalogue of Life.